# ماریو نوولی
ماریو نوولی (ایتالیایی: Mario Novelli؛ ‏ ۲۶ فوریهٔ ۱۹۴۰ – ۲۱ اوت ۲۰۱۶) بازیگر اهل ایتالیا بود.
از فیلم‌ها یا برنامه‌های تلویزیونی که وی در آن نقش داشته‌است، می‌توان به ایزابلا، دوشس شیاطین، جنایت بی‌نقص، سال اسلحه، برادران شکست‌ناپذیر ماچیسته، چونان سگ‌های هار، صحرای تاتارها، پلی متل، بانو شاهین، کالیفرنیا اشاره کرد.